# Rhaphuma binotata
Rhaphuma binotata là một loài bọ cánh cứng trong họ Cerambycidae.